# James Fergusson
James Fergusson (Ayr, 1808-Londres, 1886) fue un historiador de la arquitectura británico.

## Biografía
Nació en la localidad escocesa de Ayr el 22 de enero de 1808. Hijo de un cirujano del ejército, después de estudiar en Edimburgo y Hounslow, partió a Calcuta como socio en un negocio mercantil, relacionado con el índigo. Fergusson, cuya afición por la arquitectura y la historia se desarrollaría de forma autodidacta, sin formación reglada, y atraído por los restos de la antigua arquitectura de la India, publicaría The Rock-cut Temples of India (1845).
Más adelante acometió la tarea de redactar un estudio global de la arquitectura en su The Handbook of Architecture (1855), que fue reeditado en una versión extendida una década después bajo el título The History of Architecture, considerada esta última su magnum opus. Los capítulos relativos a la India, desarrollados con una extensión desproporcionada en The Handbook of Architecture, quedaron apartados de esta nueva edición; aparecerían como un volumen independiente posterior, The History of Indian and Eastern Architecture (1876), que supondría una especie de apéndice a History of Architecture. Antes de eso publicó una History of Modern Architecture, limitada al periodo comprendido desde el Renacimiento hasta sus días, en el que entendería esta nueva etapa como un revival de estilos de la antigüedad, frente a la arquitectura más espontánea de esta última. En la obra de Fergusson se incluyen otros textos como  The Mode in which Light was introduced into Greek Temples, Essay on the Ancient Topography of Jerusalem (1847), A Proposed New System of Fortification (1849), Palaces of Nineveh and Persepolis restored (1851), Notes on the Site of the Holy Sepulchre at Jerusalem (1860), Mausoleum at Halicarnassus restored (1862), Tree and Serpent Worship (1868), Rude Stone Monuments in all Countries (1872) y The Temples of the Jews and the other Buildings in the Haram Area at Jerusalem (1878). Escribiría igualmente sobre temas como la historia del arco apuntado, la arquitectura en Bijapur, el Erecteón y el templo de Artemisa en Éfeso.
Fergusson, que fue condecorado en 1871 con la medalla de oro del Royal Institute of British Architects, falleció en Londres el 9 de enero de 1886.